# Em Busca da Felicidade (telenovela)
Em Busca da Felicidade é uma telenovela brasileira produzida pela extinta TV Excelsior e exibida de 8 de setembro de 1965 a 13 de maio de 1966 no horário das 19 horas, totalizando 207 capítulos. Foi escrita por Thalma de Oliveira, adaptando o original de Leandro Blanco e dirigida por Waldemar de Moraes.

## Sinopse
Alfredo não consegue ser feliz com sua esposa Anita porque tem uma filha com outra mulher.

## Elenco
| Ator/Atriz        | Personagem |
| ----------------- | ---------- |
| Carlos Zara       | Alfredo    |
| Lolita Rodrigues  | Anita      |
| Odete Lara        | Carlota    |
| Edmundo Lopes     | Elias      |
| Felipe Carone     | Mendonça   |
| Maria Helena Dias | Alice      |
| Fúlvio Stefanini  | Salvador   |
| Léa Camargo       | Ofélia     |
| Newton Prado      | Fernando   |
| Sílvio Francisco  | Gabriel    |
| Geraldo Louzano   | Joaquim    |
| Francisco Negrão  | Heitor     |
| Homem de Mello    | Herrera    |
| Geraldo Del Rey   |            |
| Lídia Vani        |            |
| Rui Luiz          |            |